# 대집성
대집성(大集成, ? ~ 1236년)은 고려 후기의 무신이다. 최우의 계실인 대씨 부인(1208년? ~ 1251년)의 아버지이다. 발해 왕족의 후손이며 본관은 협계(峽溪)이다.

## 생애
할아버지는 상장군 태겸(太謙)이고, 아버지는 대장군(大將軍) 판병부사 문하시랑(判兵部事門下侍郞)과 동북면병마도총사를 역임하고 남양군(南陽君)에 봉군된 태수한(太壽翰) 또는 대수한(大壽翰)이고, 어머니는 미상이다. 아들은 태, 대정취(貞就)이며 발해왕족 대화균의 8대손이자 고려 현종 때의 장군 대도수의 6대손이 된다. 1213년에 낭장을 지냈다.
1218년에 최충헌에 의해 차장군으로 임명되었으나 승려와 노비를 병력으로 편입시키다가 관직을 박탈당했다.
1219년 최충헌이 죽고 최우가 집권하자 대장군 자리에 올랐다.
1232년 2월 과부였던 자신의 딸을 최우와 결혼시켜 최우의 장인이 되었으며 곧 어사대부(御史大夫)에 올랐다.
같은 해 6월에는 수사공(守司空)으로 승진하였다.
이후 1236년에 강도에서 죽었다.

## 가계
- 조부 : 대겸 또는 태겸(太謙) 상장군
  - 부 : 대수한(大壽翰) 태수한(太壽翰)
    -       - 딸 : 대씨 부인(大琳 夫人, 1208? ~1251)
      - 사위 : 오씨(대몽항쟁중 전사)
        - 외손자 : 오승적 (최항에 살해 당함)

      - 사위 : 최우(崔瑀, 1166~1249)

    - 형제 : 태웅성(太雄成) 또는 대웅성
      - 조카 : 태금취

## 대집성이 등장한 작품
- 《무신》(MBC, 2012년, 배우:노영국)